# Артюр Масуаку
Фука Артюр Масуаку Кавела (на френски: Fuka-Arthur Masuaku Kawela) е футболист на ДР Конго, играещ като централен защитник за английския Съндърланд и националния отбор на ДР Конго. Участник в Купа на африканските нации 2019 и 2023 – IV място. През 2024 г. на последния турнир бележи третия гол за отбора си в 1/4 финала срещу Гвинея при победата с 3:1.

## Успехи
Олимпиакос
- Гръцка Суперлига
  -  Шампион на Гърция (2): 2014/15, 2015/16
- Купа на Гърция
  -   Носител (1): 2014/15
  -  Финалист (1): 2015/16

 ДР Конго
- Купа на африканските нации
  - 4-то място (1): 2024